# فعالیت‌های سیا در پاکستان
این لیستی از فعالیت‌هایی است که ظاهراً توسط آژانس اطلاعات مرکزی ایالات متحده (سیا) در داخل پاکستان انجام شده‌است. نویسندگانی مانند احمد رشید ادعا کرده‌اند که سیا و آی اس آی (اطلاعات بین سرویس‌ها؛ آژانس اطلاعاتی برتر پاکستان) جنگی مخفیانه به راه انداخته‌اند. طالبان افغانستان که ایالات متحده رسماً با آنها درگیر است مقر آنها در مناطق قبیله ای پاکستان است که به‌طور فدرال اداره می‌شود و طبق برخی گزارش‌ها عمدتاً توسط آی اس آی تمویل می‌شود. دولت پاکستان این موضوع را رد می‌کند.

## پاکستان ۲۰۰۵
در ۱۵می۲۰۰۵، گزارش شد که هواپیماهای بدون سرنشین پرداتور برای کشتن شخصیت القاعده هیثم الیمنی در یک قتل هدفمند در داخل پاکستان استفاده شده‌است.

## پاکستان ۲۰۰۶
در ۱۳ ژانویه۲۰۰۶، سیا یک حمله هوایی به دامادولا، یک روستای پاکستانی در نزدیکی مرز افغانستان، که به اعتقاد آنها ایمن الظواهری در آن قرار دارد، انجام داد. در این حمله هوایی تعدادی غیرنظامی کشته شدند اما ظاهراً الظواهری در میان آنها نبود.دولت پاکستان اعتراض شدیدی به حمله آمریکا صادر کرد و آن را نقض حاکمیت پاکستان دانست. با این حال، چندین کارشناس حقوقی استدلال می‌کنند که این نمی‌تواند یک سوء قصد تلقی شود زیرا الظواهری به عنوان تروریست و جنگجوی دشمن توسط ایالات متحده نامیده می‌شود و بنابراین این کشتار هدفمند تحت فرمان اجرایی ۱۲۳۳۳که ترور را ممنوع کرده‌است، پوشش داده نمی‌شود. با این حال، این همچنان نقض حاکمیت پاکستان بر اساس قوانین بین‌المللی است.

## پاکستان ۲۰۰۷
برآورد جدید اطلاعات ملی(NIE)با تمرکز بر سه سال،تهدید تروریستی برای میهن ایالات متحده، می‌گوید: «القاعده به قدرت قبل از ۱۱ سپتامبر سازماندهی مجدد کرده و برای حمله بزرگ ایالات متحده آماده می‌شود، بحث‌هایی را در میان مقامات دولتی و ناظران برانگیخته است. دربارهٔ سیاست خارجی دولت بوش و تلاش‌های ضد تروریسم». این نشان می‌دهد که ظهور سازمان تروریستی اسلامی با جنگ عراق و شکست در مقابله با افراط گرایی در مناطق قبیله ای پاکستان تقویت شده‌است.

## پاکستان ۲۰۰۸
عملیات توپ گلوله، یک عملیات سیا، در سال۲۰۰۸ فاش شد.در سال۲۰۰۶ آغاز شد و به عنوان بخشی از تلاش برای دستگیری اسامه بن لادن و از بین بردن نیروهای القاعده در پاکستان در نظر گرفته شد. بنا بر گزارش‌ها، این عملیات به دلیل درگیری بین دفاتر سیا با مشکل مواجه شد که منجر به تاخیرهای زیادی در استقرار این برنامه شد.
در جولای۲۰۰۸، مقامات سیا با مقامات پاکستانی با شواهدی مبنی بر روابط بین سرویس‌های اطلاعاتی و جلال الدین حقانی مواجه شدند.آی اس آی این گزارش را تکذیب می‌کند.

## ۲۰۱۰ برکناری رئیس ایستگاه سیا در پاکستان
در ۱۶ دسامبر۲۰۱۰، سیا رئیس ایستگاه خود را که بعدها جاناتان بانک نامیده شد، از پاکستان تخلیه کرد، پس از اینکه پوشش وی در پی اقدام قانونی توسط بستگان شخصی که در حمله هواپیمای بدون سرنشین در ۳۱ دسامبر۲۰۰۹ کشته شده بود، منفجر شد. متهم به مسئول بودنسیا در اقدامی نادر، رئیس ایستگاه را با اشاره به «نگرانی‌های امنیتی» و نگرانی در مورد امنیت وی فراخواند. نه سیا و نه دولت ایالات متحده به‌طور رسمی روسای ایستگاه‌ها را به رسمیت نمی‌شناسند، اما سازمان‌های اطلاعاتی وجود آنها را تأیید کرده‌اند. در آوریل۲۰۱۵، دادگاه عالی اسلام‌آباد به پلیس دستور داد تا یک پرونده جنایی علیه بانک به اتهام قتل، توطئه، تروریسم و جنگ علیه پاکستان باز کند.

## پاکستان ۲۰۱۱
در ژانویه۲۰۱۱، ریموند آلن دیویس، پیمانکار سیا، دو مرد جوان را در خیابان‌های لاهور، پنجاب پس از ادعای دفاع از خود به ضرب گلوله کشت. وضعیت او به عنوان یک پیمانکار سیا پس از دستگیری توسط پلیس پنجاب و متهم شدن به ۲فقره قتل و داشتن سلاح گرم غیرقانونی کشف شد. در همین شرایط یک تیم دیگر آمریکایی متشکل از چهار نفر سوار بر یک خودروی شاسی بلند یک موتورسوار را له کردند و قبل از فرار به کنسولگری ایالات متحده او را کشتند. گفته می‌شود که هر چهار نفر عصر با پرواز ویژه پاکستان را ترک کردند. این چهار نفر هنوز آزاد هستند.
ژنرال احمد شجاع پاشا درسال آخر خود به شدت با واشینگتن مخالفت کرد و با لئون پانتا، رئیس وقت سیا، همکاری‌های خود را به حداقل رساند، دستور آزار و اذیت دیپلمات‌های ایالات متحده در پاکستان و حبس کردن مأموران و مأموران سیا را داد.

## پاکستان ۲۰۱۲
شکیل آفریدی، پزشک پاکستانی که برای سیا برای یافتن اسامه بن لادن جاسوسی می‌کرد، توسط دادگاه پاکستان به اتهام خیانت به ۳۳سال زندان محکوم شد.

## پاکستان ۲۰۱۹
ژنرال جاوید اقبال(Retd) و سرتیپ وسیم اکرم(Retd) به اتهام جاسوسی برای سیا در برنامه هسته ای پاکستان به ترتیب به مدت ۱۴سال زندان و به اعدام محکوم شدند.